# Az „ez nekem kínaiul van” idegen nyelvi megfelelőinek listája

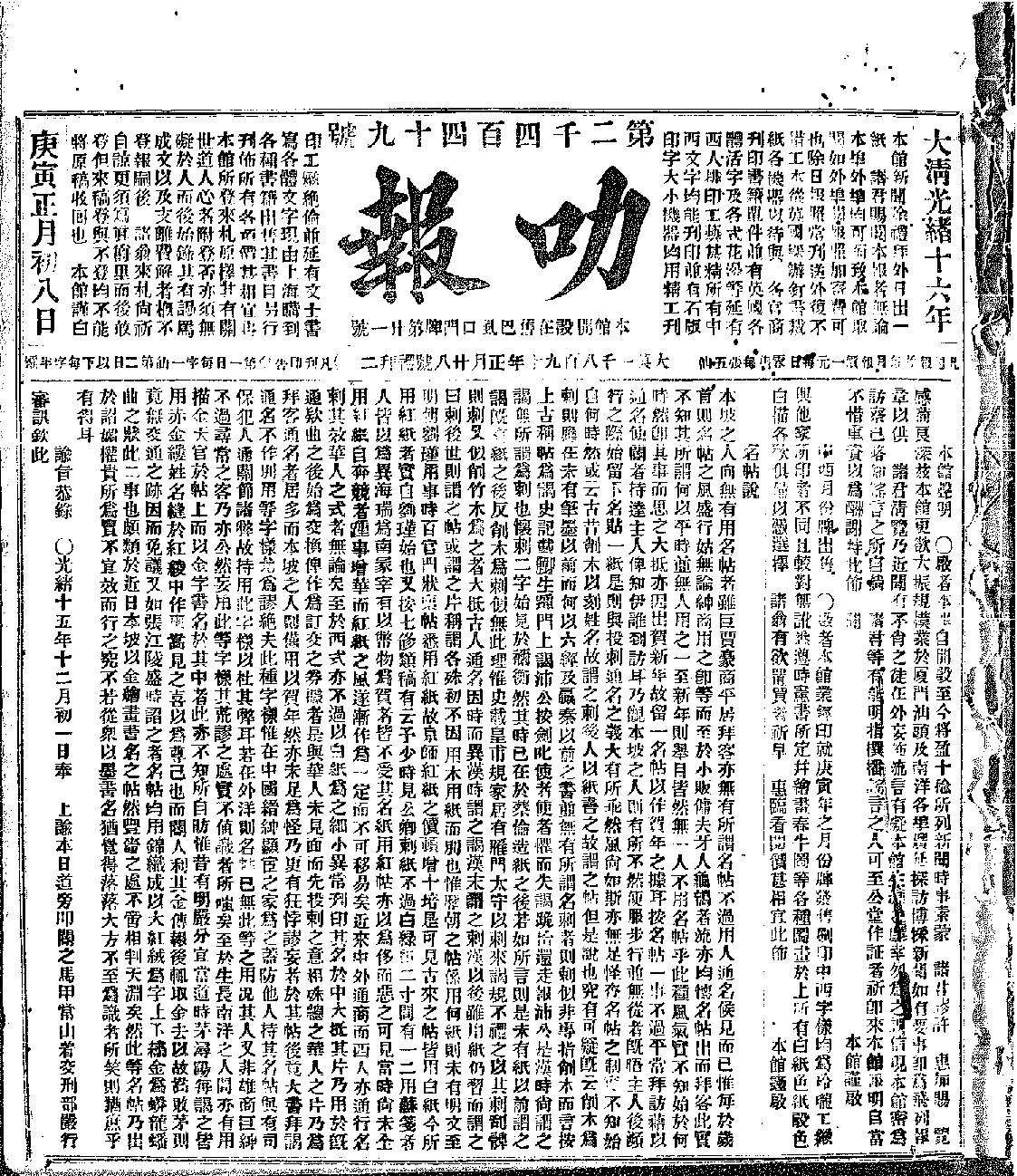

Az „ez nekem kínai” vagy „ez nekem kínaiul van” idiomatikus kifejezés – vagy halott metafora – a magyar nyelvben. Azt fejezi ki, hogy a beszélő valamit nem értett meg. A verbális megnyilatkozásokban időnként a nyelvek, a matematika vagy a tudományok szlengjének részeként is él. A magyar kifejezés arra vonatkozik, hogy a kínai nyelv és a kínai írás mennyire érthetetlennek tűnik.
Az angolban a kínai helyett a görög nyelv és írás érthetetlenségére hivatkoznak. Az angol nyelvű ez nekem görög kifejezés Shakespeare egyik drámájából származik:
| „                                             | Azok, kik értették, egymásra mosolyogtak, és csóválták fejöket; de, mi engem illet, nekem az görögül volt. | ” |
| – (William Shakespeare: Julius Caesar) (1599) | |   |

## Más nyelveken
| Nyelv      | Szólás                                                    | IPA-átírás                                                       | Hivatkozott nyelv                                    |
| ---------- | --------------------------------------------------------- | ---------------------------------------------------------------- | ---------------------------------------------------- |
| Alsószász  | Dat kümmt mi spaansch vör.                                | dat kymt miː spoːnʃ føɐ                                          | spanyol                                              |
| Angol      | It's Double Dutch.                                        |                                                                  | holland                                              |
| Angol      | That's Greek to me.                                       |                                                                  | görög                                                |
| Arab       | .يتحدث باللغة الصينية                                     | yataḥaddaṯ bi-l-luġat aṣ-ṣīnīyya jataħadːaθ bilːuɣa al-sˤiːniːja | kínai                                                |
| Arab       | .يحكي كرشوني                                              | yaḥkī karšūnī jaħkiː karʃuːniː                                   | garsúni                                              |
| Bolgár     | Все едно ми говориш на китайски.                          | fse ed'nɔ mi gɔ'vɔriʃ na ki'tajski                               | kínai                                                |
| Chabacano  | Aleman ese comigo.                                        |                                                                  | német                                                |
| Dán        | Det er Gresk for meg.                                     |                                                                  | görög                                                |
| Eszperantó | Tio estas Volapukaĵo.                                     | ˈtio ˈestas ˌvolapuˈkaʒo                                         | volapük                                              |
| Feröeri    | Hatta ljóðar sum kinesiskt fyri mær.                      |                                                                  | kínai                                                |
| Finn       | Täyttä hepreaa.                                           | tæytːæ hepreɑː                                                   | héber                                                |
| Francia    | C'est du chinois.                                         | sɛ dy ʃi.nwa                                                     | kínai                                                |
| Fríz       | It is Frâns foar my.                                      |                                                                  | francia                                              |
| Görög      | Αὐτὰ μοῦ φαίνονται κινέζικα.                              | afˈta mu ˈfenonde kiˈnezika                                      | kínai                                                |
| Héber      | זה סינית בשבילי                                           | ze sinit biʃvili                                                 | kínai                                                |
| Holland    | Dat is Chinees voor mij.                                  | dat ɪs ʃineːs vɔr mɛi                                            | kínai                                                |
| Horvát     | To su za mene španska sela.                               | ˈtô su za ˈměne ˈʂpǎːnska ˈsêla                                  | spanyol                                              |
| Japán      | ちんぷんかんぷん                                          | chin pun kan pun                                                 | kínai                                                |
| Jiddis     | ס'איז תּרגום־לשון צו מיר                                   | sɪz targumloʃn tsu miɐ                                           | arámi                                                |
| Kantoni    | 呢啲喺雞腸呀。                                            |                                                                  | angol – szó szerint „csirkebél”                      |
| Kínai      | 看起來像天書。                                            | Kàn qílái xiàng tiānshū                                          | mennyei könyvek (egy ismeretlen írásrendszerre utal) |
| Kínai      | 聽起來像鳥語。                                            | Tīng qílái xiàng niǎoyǔ                                          | madárdal (Ismeretlen fonetikai rendszer)             |
| Latin      | Graecum est; non legitur                                  | ˈgrɛkwest ˈnon ˈleɟitur                                          | görög                                                |
| Lengyel    | To dla mnie chińszczyzna.                                 | to dla mɲe xʲiɲʃtʃɪzna                                           | kínai                                                |
| Lett       | Tā man ir ķīniešu ābece                                   | taː man ir kiːnieʃu aːbetse                                      | kínai                                                |
| Litván     | Tai man kaip kinų kalba.                                  | taɪ mɐn kaɪp kinuˑ kɐlba                                         | kínai                                                |
| Lojban     | ti itku'ile ga'a mi                                       | ti itkuhilɛ gaha mi                                              | Ithkuil                                              |
| Magyar     | Ez nekem kínai.                                           | ɛz nɛkɛm kiːnɒi                                                  | Kínai                                                |
| Német      | Das kommt mir spanisch vor.                               | das komt miɐ ʃpanɪʃ foɐ                                          | spanyol                                              |
| Olasz      | Questo per me è arabo/aramaico/ostrogoto                  | per me ˈkwesto ɛ ˈarabo/aramaiko/ostrogoto                       | arab, arámi, osztrogót                               |
| Orosz      | Это для меня китайская грамота.                           | ˈɛtə dlʲa meˈɲa kɪˈtaɪskəjə ˈgramətə                             | kínai                                                |
| Portugál   | Isto é chinês/grego para mim.                             | ɪstu ɛ ʃines pɐrɐ mĩ                                             | kínai/görög                                          |
| Román      | Sună a chineză.                                           | ˈsunə a kʲiˈnezə                                                 | kínai                                                |
| Spanyol    | Esto me suena a chino. Me estás hablando en chino/griego. | ˈesto me ˈswena a ˈtʃino meˈstas aˈβlando en ˈtʃino/ˈgrjego      | kínai, görög                                         |
| Szerb      | То су за мене шпанска села. To su za mene španska sela.   | to su za mɛnɛ ʃpaŋska sɛla                                       | spanyol                                              |
| Szerb      | Ко да кинески причаш. Ko da kineski pričaš.               |                                                                  | kínai                                                |
| Szingaléz  | Melo Huththak Therennae.                                  |                                                                  | szingaléz                                            |
| Szlovák    | To je pre mňa španielska dedina.                          | to je pre mnʲa ʃpanʲielska dʲedʲina                              | spanyol                                              |
| Szlovén    | To mi je španska vas                                      | to mi je ʃpanska vas                                             | spanyol                                              |
| Svéd       | Det är rena grekiskan.                                    | de æ reːnɑ greːkɪskɑn                                            | görög                                                |
| Toki pona  | mi sona ala e toki ni                                     | mi 'sona 'ala e 'toki ni                                         | "nem ismerem ezt a nyelvet"                          |
| Török      | Konuya Fransız kaldım.                                    | konuja fɾansɯz kaldɯm                                            | francia                                              |
| Ukrán      | Це для мене китайська грамота.                            | tsɛ dlʲɐ 'mɛne kɪ'tɑjsʲkɐ 'ɦrɑmo̞tɐ                               | kínai                                                |

## Fordítás
- Ez a szócikk részben vagy egészben a Greek to me című angol Wikipédia-szócikk ezen változatának fordításán alapul.  Az eredeti cikk szerkesztőit annak laptörténete sorolja fel. Ez a jelzés csupán a megfogalmazás eredetét és a szerzői jogokat jelzi, nem szolgál a cikkben szereplő információk forrásmegjelöléseként.